# Crinia parinsignifera
A Crinia parinsignifera a kétéltűek (Amphibia) osztályának békák (Anura) rendjébe, a Myobatrachidae családba, azon belül a Crinia nembe tartozó faj.

## Előfordulása
Ausztrália endemikus faja. Ausztrália Queensland államának délkeleti részétől Új-Dél-Wales államon át Victoria állam középső részéig honos. Elterjedési területének mérete körülbelül 620 200 km².

## Megjelenése

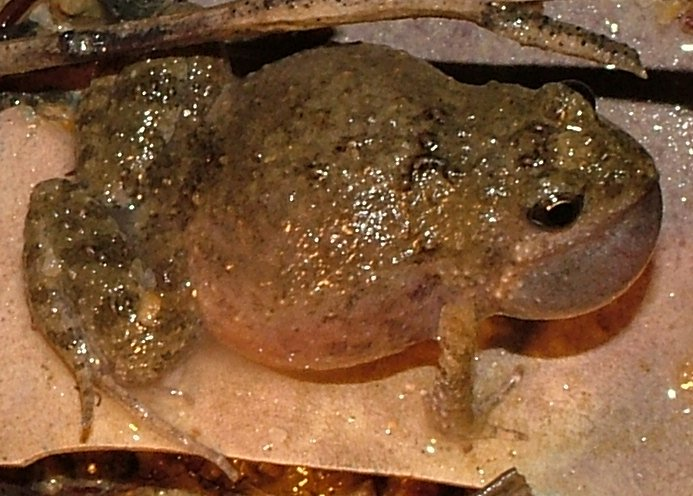
Párzó hím

Kis termetű békafaj, testhossza elérheti a 25 mm-t. Háta szürke, barna vagy homokszínű aranyszínű, időnként sötétebb foltokkal vagy hosszanti csíkokkal. A szemek között gyakran háromszög alakú folt található. A lábakon gyakran sötét vízszintes sávok húzódnak. A has krémszínű, több apró világosbarna foltttal. Pupillája vízszintes elhelyezkedésű, a szivárványhártya aranyszínű pettyekkel tarkított. Sem a mellső, sem a hátsó lábán nincs úszóhártya, ujjain nincsenek korongok.

## Életmódja
Az év bármely szakában szaporodik, kivéve a tél közepén. A petéket egyenként rakja le a tavak vagy mocsarak sekély, iszapos vizébe, ahol a fűszálakhoz vagy az aljzathoz tapadnak. Az ebihalak elérhetik a 3,5 cm hosszúságot, fekete vagy sötétszürke színűek, az aranyszínű foltok az ebihalak növekedésével egyre nagyobbak. A farok csúcsa szélesre lekerekített. Az ebihalak a víztestek alján maradnak, három hónapig tart, amíg békává fejlődnek, bár a hidegebb területeken az ebihalaknak ennél sokkal tovább is eltarthat.

## Természetvédelmi helyzete
A vörös lista a nem fenyegetett fajok között tartja nyilván. Több védett területen is megtalálható.